# 羊毛教堂

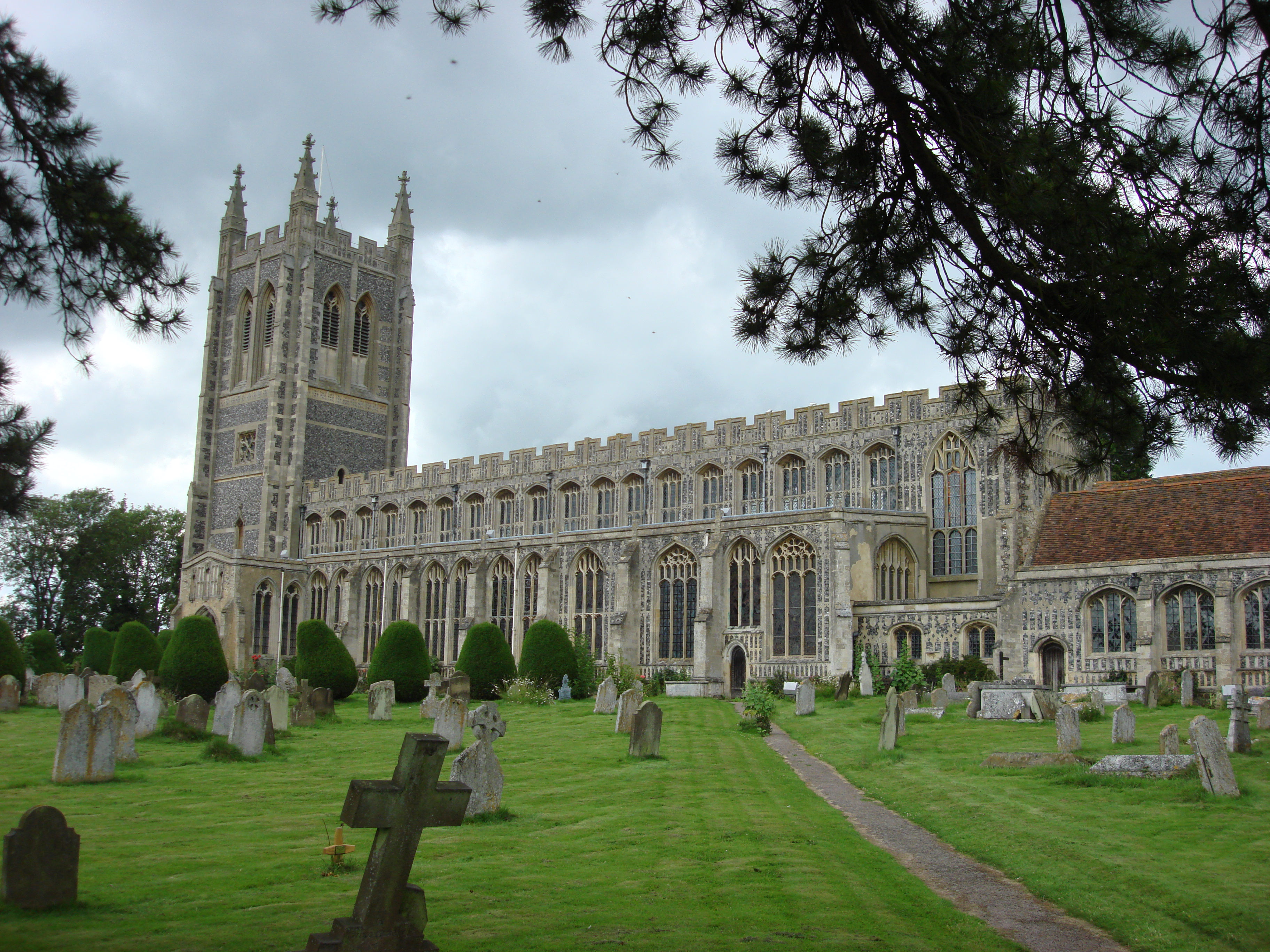
萨福克郡朗梅尔福德的圣三一堂，典型的羊毛教堂

羊毛教堂（wool church）是指建造资金主要来自因中世纪羊毛贸易致富，希望他们的慷慨能确保自己在天堂有一个位置的商人和农民捐款的英格兰教堂。 
羊毛教堂在科茨沃尔德和东盎格利亚的“羊毛城镇”中很常见，在那些地方，羊毛业务的巨大利润刺激了建造更宏伟的建筑。羊毛教堂的建造往往是为了取代一个较小或不那么宏伟的礼拜场所，以反映它所处社区日益繁荣。许多这样的建筑项目是由每个村庄或城镇的少数家庭投资的，他们利用新的教堂建筑来展示自己的财富、地位和信仰。羊毛教堂的建设大致结束于英格兰宗教改革，以及同期在1525年至1600年羊毛贸易的下降。

## 著名的羊毛教堂

### 朗梅尔福德
萨福克郡朗梅尔福德的朗梅尔福德圣三一堂被广泛认为是东盎格利亚最好的羊毛教堂之一。该堂主要建于1467-1497年，由当地布商， 主要是约翰·克洛普顿资助，拥有绚丽的十五世纪花窗玻璃, 克洛普顿家族小堂和东端高耸的圣母小堂。圣三一堂的浮雕（Flushwork）是英格兰最好的。该堂见证了在中世纪羊毛生意令人眼花缭乱的成功。。

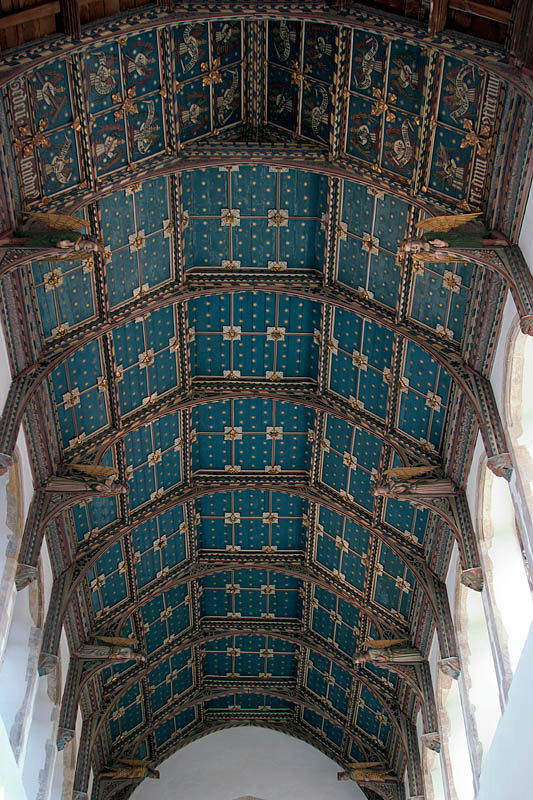
索思沃尔德圣爱德门堂的屋顶

### 索思沃尔德
另一个宏伟的萨福克郡教堂是索思沃尔德的圣爱德门堂（St Edmund's Church,），保留了中世纪的圣坛屏饰。

### 考斯顿
诺福克郡考斯顿的圣亚革尼斯堂（St. Agnes' Church）也被称为“羊毛教堂”。其十五世纪的中殿和西侧钟楼由萨福克伯爵迈克尔·德拉波尔资助。他通过羊毛生意致富。作为典型的“羊毛教堂”，圣亚革尼斯堂的规模远比普通的中世纪村庄所需要的要宏伟得多。萨福克伯爵不遗余力地美化内部：入口上方的雕刻；法国石料用于钟楼和中殿；屋顶虽然还是典型的木制东盎格利亚风格，但是精心设计了弯曲的梁，三位天使伸出翅膀盘旋。
显然，在中世纪的东盎格利亚，绵羊为建筑赎罪提供了货币。

### 伊普斯威奇圣革利免堂
伊普斯威奇圣革利免堂的资金主要来自伊普斯威奇港口的羊毛贸易。钟楼，是由富有的羊毛商人捐款建造的。